# David X. Cohen
David X. Cohen (vlastním jménem David Samuel Cohen, * 13. července 1966, Englewood, New Jersey, USA) je americký scenárista a výkonný producent seriálů Futurama a Simpsonovi.

## Dětství
Narodil se jako David S. Cohen do židovské rodiny. Oba jeho rodiče byli biologové, odmala chtěl být vědcem, ale také rád psal a kreslil karikatury.

## Vzdělání
Absolvoval Dwight Morrow High School v Englewoodu, psal humoristické sloupky do školních novin a byl členem matematického týmu, který vyhrál několik cen.
Cohenova největší akademická publikace se týkala teoretické informatiky. Kromě toho, je Cohen zachycen jako spoluautor několika dokumentů výzkumníka Alana Yuillea.